# Ancient Times
«Ancient Times» — демо-альбом українського блек-метал-гурту Gjallarhorn, записаний на початку 2005 року. Був виданий у 2005 році та перевиданий у 2009 році.

## Композиції
| #     | Назва                        | Тривалість |
| ----- | ---------------------------- | ---------- |
| 1.    | «Dark Lonely Wanderer»       | 5:25       |
| 2.    | «Werwolf»                    | 3:34       |
| 3.    | «Ancient Times»              | 6:25       |
| 4.    | «Lost Wisdom (Burzum cover)» | 4:22       |
| 19:46 |                              |            |

## Над альбомом працювали
- Обкладинка — Onswar;
- Запис — Onlinerecords Studio.

### Учасники запису
- Helg — ударні;
- Onswar — вокал;
- Demonium — гітара;
- Alex — бас.